# Rustyka

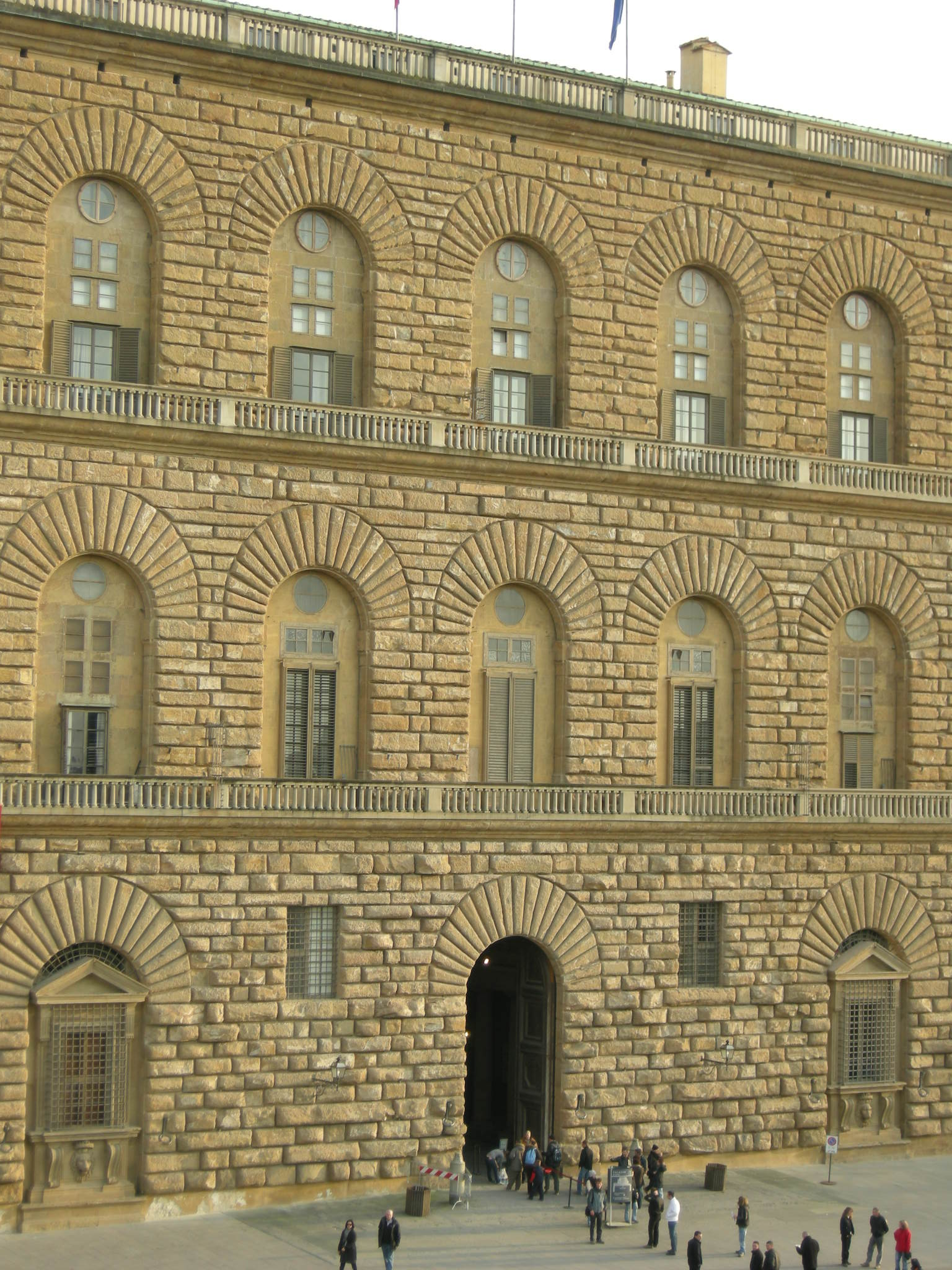
Palazzo Pitti we Florencji z wyraźną rustyką w dolnej części fasady i większą regularnością w wyższych częściach

Rustyka – sposób dekoracyjnego obrobienia faktury powierzchni muru kamiennego lub kamiennej okładziny ściennej, tak aby miały surowy wygląd (zwany popularnie „na dziko”). Polegał na obłupaniu albo odbiciu krawędzi kamiennego bloku przy pomocy odbijaka. Obrobione w ten sposób lico było imitacją naturalnego łomu kamiennego.
Technika ta rozwinęła się na w okresie przejściowym między średniowieczem i renesansem w Toskanii. W okresie renesansu i baroku zazwyczaj parter otrzymywał najsurowszą oprawę. Oprawa była charakterystyczna dla pałaców florenckich.
Zależnie od użytych narzędzi rozróżnia się rustykę: 
- grubo wyrównaną
- żłobkowaną
- groszkową

Rustyka różni się od boniowania brakiem szlaku, nieregularnie ułożonymi kamieniami o większych długościach.

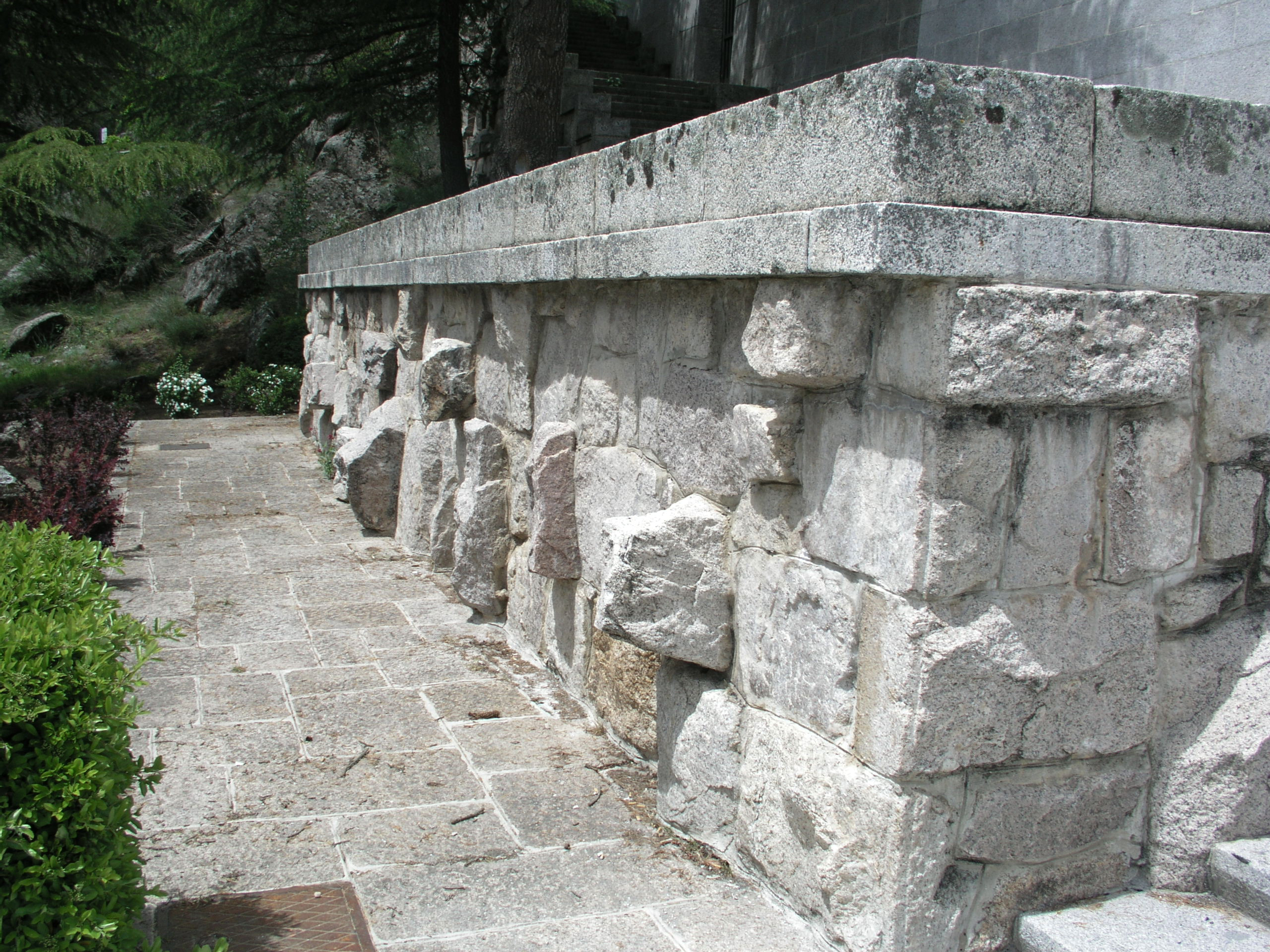
Rustykalny mur kamienny w Hiszpanii
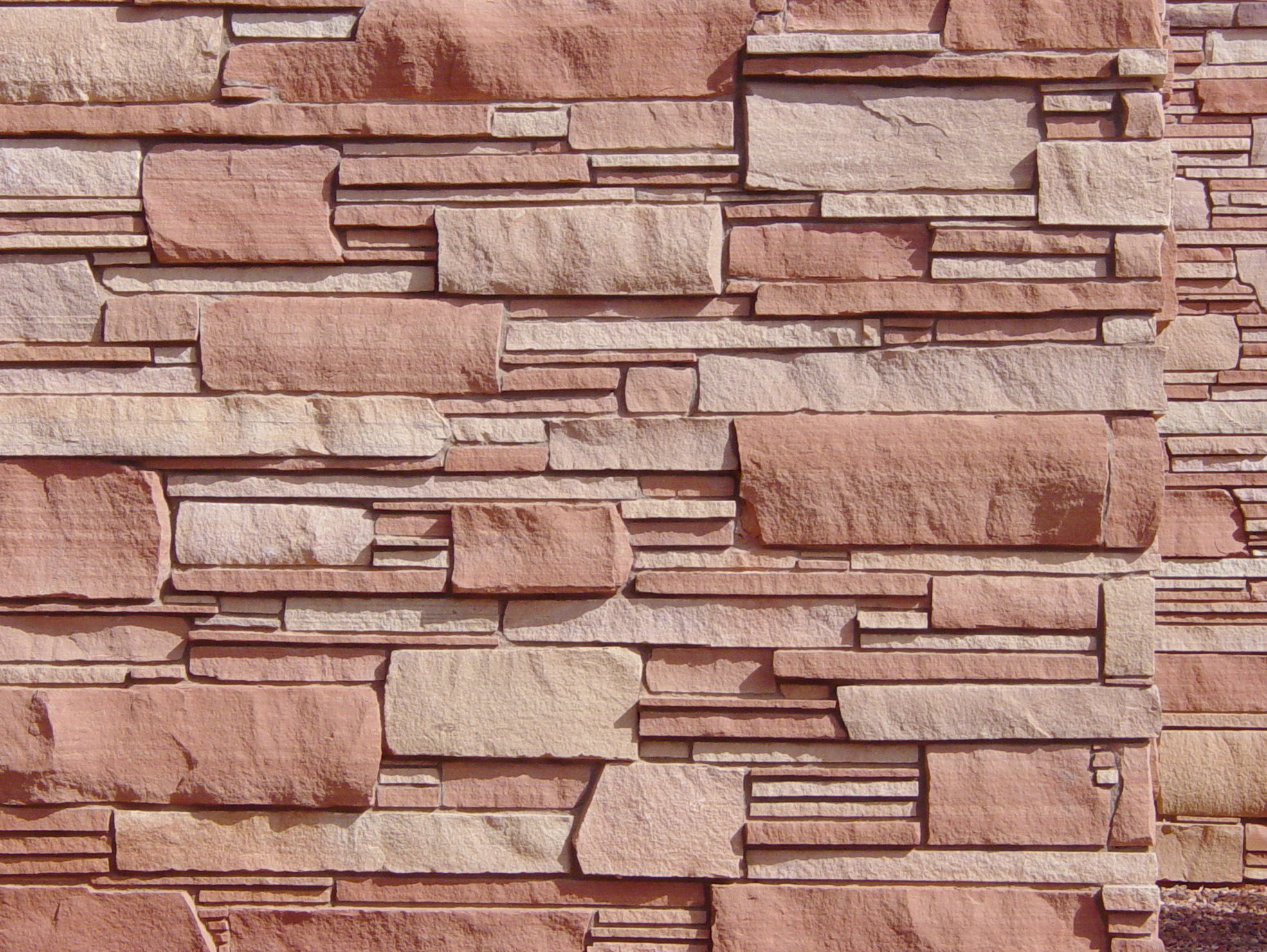
Rustykalny mur z piaskowca w USA